# Kelso (Washington)
Kelso az Amerikai Egyesült Államok északnyugati részén, Washington állam Cowlitz megyéjében elhelyezkedő város, a megye székhelye. A 2010. évi népszámlálási adatok alapján 11 925 lakosa van.
A város tömegközlekedését a RiverCities Transit biztosítja, emellett a Greyhound Lines távolsági autóbuszai és az Amtrak vonatai is megállnak a településen.
A helyi iskolák fenntartója a Kelsói Tankerület.

## Történet
A térség első lakói a cowlitz indiánok sahaptin és szalis nyelvű törzsei voltak. Az 1855-ben ideérkező európaiak szerint lélekszámuk több mint hatezer fő.
A skóciai Kelsóról elnevezett települést Peter Crawford alapította. Kelso 1889-ben kapott városi rangot.
A várost egykor a kocsmák és bordélyok magas száma miatt „Kis-Chicagóként” becézték. Az FBI az 1950-es években a várost ezek bezáratására szólította fel; az utolsó ilyen létesítmény az 1960-as években szűnt meg.
Kelso a 19. század végén és a 20. század elején fontos halászati központ volt; a The Oregonian napilap szerint 1910-ben ötezer tonna halat fogtak itt. A kereskedelmi kamara 1956-ban „a világ bűzöslazac-fővárosa” mottóval népszerűsítette a települést. A halállomány később a túlhalászás és a klímaváltozás miatt csökkenni kezdett.
1947-ben Fred Crisman és Harold Dahl azt állították, hogy egy katonai repülőgépen földön kívüli eredetű anyagokat szállítottak; a légierő vizsgálata szerint a gyanús anyag valójában alumínium volt.
A Mount Saint Helens 1980. május 18-ai kitörése során Kelsóra nagy mennyiségű vulkáni hamu hullt, valamint a Cowlitz és Toutle folyók sok sarat hordtak a városba. A rabok és önkéntesek által eltakarított vulkáni hamut később tereprendezésre használták fel.
1998 márciusában az Aldercrest városrészben bekövetkező földcsuszamlás során 129 lakóház összeomlott; a vizsgálatok szerint a földmozgásokat az átlagosnál jóval magasabb havi csapadékmennyiség okozta. 1998 októberében Bill Clinton az esetet szövetségi katasztrófának minősítette.

## Éghajlat
A város éghajlata mediterrán (a Köppen-skála szerint Csb).
| Hónap                         | Jan.  | Feb.  | Már. | Ápr. | Máj. | Jún. | Júl. | Aug. | Szep. | Okt. | Nov.  | Dec.  | Év    |
| ----------------------------- | ----- | ----- | ---- | ---- | ---- | ---- | ---- | ---- | ----- | ---- | ----- | ----- | ----- |
| Rekord max. hőmérséklet (°C)  | 17,8  | 22,8  | 26,7 | 32,2 | 36,7 | 37,8 | 40,6 | 42,2 | 40,0  | 32,2 | 25,0  | 18,9  | 42,2  |
| Átlagos max. hőmérséklet (°C) | 8,3   | 10,6  | 13,3 | 16,1 | 19,4 | 22,2 | 25,6 | 26,1 | 23,3  | 17,2 | 11,1  | 7,8   | 16,8  |
| Átlagos min. hőmérséklet (°C) | 1,7   | 1,7   | 3,3  | 5,0  | 7,2  | 10,0 | 11,7 | 11,7 | 10,0  | 6,7  | 3,9   | 1,7   | 6,2   |
| Rekord min. hőmérséklet (°C)  | −28,9 | −16,7 | −7,2 | −3,9 | −2,8 | −1,1 | 0,0  | 1,7  | −1,7  | −5,0 | −12,8 | −15,6 | −28,9 |
| Átl. csapadékmennyiség (mm)   | 168   | 129   | 119  | 96   | 81   | 57   | 21   | 29   | 52    | 102  | 196   | 173   | 1223  |
| Forrás: The Weather Channel   |       |       |      |      |      |      |      |      |       |      |       |       |       |

## Népesség
A 2010-es népszámláláskor a városnak 11 925 lakója, 4720 háztartása és 2949 családja volt. A népsűrűség 566 fő/km2. A lakóegységek száma 5139, sűrűségük 243,9 db/km2. A lakosok 85,2%-a fehér, 0,8%-a afroamerikai, 2,1%-a indián, 1,6%-a ázsiai, 0,1%-a a Csendes-óceáni szigetekről származik, 5,1%-a egyéb, 5,1%-a pedig kettő vagy több etnikumú. A spanyol vagy latino származásúak aránya 11,3% (   )
A háztartások 34,9%-ában élt 18 évnél fiatalabb. 37,9% házas, 17,4% egyedülálló nő, 7,2% egyedülálló férfi, 37,5% pedig nem család. 28,8% egyedül élt; 9,5%-uk 65 éves vagy idősebb. Egy háztartásban átlagosan 2,52 személy élt; a családok átlagmérete 3,05 fő.
A medián életkor 34,6 év volt. A város lakóinak 26,3%-a 18 évesnél fiatalabb, 10,3% 18 és 24 év közötti, 26,7%-uk 25 és 44 év közötti, 24,8%-uk 45 és 64 év közötti, 11,7%-uk pedig 65 éves vagy idősebb. A lakosok 48,8%-a férfi, 51,2%-a pedig nő.

## Nevezetes személyek
- Colin Kelly, amerikaifutball-játékos[27]
- Connor Trinneer, színész[28]
- David Richie, amerikaifutball-játékos[29]
- Dolores Erickson, divatmodell[30]
- Ed Negre, NASCAR-versenyző[31]
- Jason Schmidt, kosárlabdázó[32]
- Jeff Bailey, baseballjátékos[33]
- Sid Snyder, politikus[34]

## Testvérvárosok
Kelso testvérvárosai:
- Kelso, Egyesült Királyság
- Makinohara, Japán

## Fordítás
- Ez a szócikk részben vagy egészben  a   Kelso, Washington című angol Wikipédia-szócikk ezen változatának fordításán alapul.  Az eredeti cikk szerkesztőit annak laptörténete sorolja fel. Ez a jelzés csupán a megfogalmazás eredetét és a szerzői jogokat jelzi, nem szolgál a cikkben szereplő információk forrásmegjelöléseként.